# Wesley (fotbollsspelare född 2005)
Wesley Gassova Ribeiro Teixeira, född 5 mars 2005, känd som Wesley Gassova eller bara Wesley, är en brasiliansk fotbollsspelare som spelar som forward för Saudi Pro League-klubben Al-Nassr.

## Klubbkarriär

### Corinthians
Född i São Paulo, Wesley gick med i Corinthians ungdomsupplägg 2016, för U11-truppen. Den 12 april 2022 skrev han på sitt första proffskontrakt med klubben, efter att ha gått med på ett treårigt avtal.
Wesley gjorde sin debut den 20 april 2022 och kom in som ersättare i andra halvlek för Gustavo Silva i en oavgjord 1–1 borta mot Portuguesa-RJ, för årets Copa do Brasil. Hans Serie A-debut inträffade den 7 juni, då han återigen ersatte Gustavo i en 1–0 bortaförlust mot Cuiabá.
Wesley gjorde sitt första professionella mål den 1 augusti 2023 då han nätade det vinnande målet i en 2–1 hemmasuccé över Newell's Old Boys, för årets Copa Sudamericana. Följande 28 april gjorde han två mål i en 3–0 hemmaseger över Fluminense.

### Al Nassr
Den 30 augusti 2024 skrev Wesley på för Saudi Pro League-klubben Al-Nassr på ett fyraårigt avtal.
I november 2024 gjorde han sitt första mål för klubben i AFC Champions League Elite 2024–25, och gjorde det 4:e målet mot de försvarande mästarna Al-Ain. Han assisterade också det 5:e målet, allt under bara 11 minuters spel.

## Meriter

### Brasilien U20
- South American Youth Football Championship: 2025

### Individuella
- Samba Gold Årets bästa brasilianska U-20-spelare: 2024[6]